# Streptophytina
Streptophytina або Phragmoplastophyta — таксон невизначеного рангу між відділом та класом, зазвичай підвідділ або підтип (але іноді використовується у ранзі відділу замість терміна Streptophyta[джерело?]). Об'єднує дві лінії:
- Стрептофітну лінію зелених водоростей (класи харофіцієвих (=Charophyceae) та зигнематофіцієвих (=Zygnematophyceae =Conjugatophyceae)[2])
- Ембріофіти (Embryophyceae) або наземні рослини.